# دوايت بوير
دوايت بوير (بالإنجليزية: Dwight Boyer)‏ هو مؤرخ وصحفي أمريكي، ولد في 18 نوفمبر 1912 في إليريا في الولايات المتحدة، وتوفي في 15 أكتوبر 1978.